# Society of Independent Brewers
Die Society of Independent Brewers (ursprünglich: Small Independent Brewers Association) kurz: SIBA ist ein britischer Unternehmerverband unabhängiger Brauereien.
Die SIBA wurde 1980 mit dem Zweck gegründet, die Brauereibindung von britischen Gastronomiebetrieben zu bekämpfen; 1995 wurde der Vereinsname geändert. Die politischen Kampagnen beförderten einen umfangreichen Zuwachs der Anzahl an Brauereien im Vereinigten Königreich.

## Geschichte
Initiator für die Vereinsgründung war Peter Austin, der auch zum ersten Vorsitzenden gewählt wurde. Gemeinsam mit der britischen Bier-Konsumenten-Vereinigung Campaign for Real Ale setzte sich SIBA auch für die Einführung einer progressiven Biersteuer ein, bei der kleinere Brauereien einen geringeren Prozentsatz an Steuern zu zahlen haben als die großen Industrie-Brauereien.
2002 wurde dieses Steuersysthem, das der Biersteuer in Deutschland entspricht, durch die Regierung von Gordon Brown realisiert.